# Ушаны
Уша́ны (лат. Plecotus) — род из семейства гладконосых летучих мышей (Vespertillionidae). Обладают характерным обликом, в первую очередь - огромными, до 2/3 длины тела, ушными раковинами. Уши близко посажены, соприкасаются у основания передними краями. Задний край ушной раковины несет многочисленные поперечные складки, позволяющие уху в состоянии покоя веерообразно складываться назад. Козелок длинный, прямой, постепенно сужающийся к вершине. Глаза сравнительно крупные. Ноздри расположены на верхней стороне морды и окружены в разной степени выраженными кожными валиками. Крылья широкие, с притупленными вершинами. Хвост лишь немного короче тела, полностью заключен в перепонку.
Для ушанов в целом характерен небыстрый высокоманевренный полет. По-видимому многие виды рода (если не все) часть добычи собирают с различных субстратов - листьев, древесной коры, земли. Для поиска добычи могут использовать пассивную локацию, т.е. находить добычу по издаваемым ею звукам. Добычей служат различные насекомые: бабочки (как ночные, так и дневные), жуки, двукрылые, ручейники, а также пауки. В качестве убежищ используют как дупла (лесные виды), так и подземные полости и человеческие постройки. В помете один детеныш.
По результатам исследований, основанных на анализе последовательностей 16s рРНК и ряда морфологических признаков, выявлено до 19 видов, многие из которых трудноразличимы по морфологии. В России широко распространены два морфологически сходных вида — бурый ушан (P. auritus), населяющий в пределах  России Европейскую часть, Кавказ, Урал и Западную Сибирь, и ушан Огнева, или сибирский (P. ognevi), населяющий Центральную и Восточную Сибирь, Забайкалье и Дальний Восток; оба вида населяют леса и лесостепи, заходя на север до 60—62 градусов с. ш. Кроме них, в России распространены горный ушан (P. macrobullaris) - на Кавказе, серый ушан (P. austriacus) - европейский вид, известный в России по нескольким единичным находкам, и японский ушан (P. sacrimontis) - населяющий Японские острова, а в пределах России - Кунашир.
Ушаны - один из немногих родов летучих мышей, имеющий, по-видимому, внетропическое происхождение и распространенный в основном в Палеарктике. В тропические области Азии формально проникают один или два вида, населяя при этом горные леса со сравнительно холодным климатом. Из них наибольшим ареалом обладает P. homochrous, распространенный от западных Гималаев до северного Индокитая. По крайней мере три вида рода проникают в Африку: P. teneriffae, P. christii, и P. balensis; при этом последний доходит до экваториальных областей (на юге Эфиопии), но тоже населяет только горные леса на сравнительно больших высотах.

## Виды
Ревизия рода выявила как минимум 19 видов:
- Plecotus ariel
- Plecotus auritus typus — Бурый ушан
- Plecotus austriacus — Серый ушан
- Plecotus balensis — Эфиопский ушан
- Plecotus begognae
- Plecotus christii
- Plecotus gaisleri
- Plecotus homochrous
- Plecotus kolombatovici
- Plecotus kozlovi
- Plecotus macrobullaris
- Plecotus ognevi — Сибирский ушан, или ушан Огнева
- Plecotus sacrimontis
- Plecotus sardus
- Plecotus strelkovi
- Plecotus taivanus — Тайваньский ушан
- Plecotus teneriffae — Канарский ушан
- Plecotus turkmenicus — Туркменский ушан
- Plecotus wardi